# Akromegali
Akromegali (gr.: perifer kæmpevækst) er en sjælden sygdom, der årligt rammer ca. 25 danskere. Den skyldes næsten altid en godartet svulst i hypofysen (et hypofyseadenom), og karakteriseres ved abnorm vækst af bl.a. underkæbe, fingre og fødder. Det er uvist hvorfor sygdommen opstår. Den rammer mænd og kvinder med nogenlunde samme hyppighed.

## Symptomer
Akromegali udvikles meget langsomt; det er således ikke ualmindeligt at patienter har haft sygdommen i flere år, inden symptomerne er tydelige nok til at de opdages. Symptomerne omfatter:
- Panden, læberne, tungen og næsen kan vokse, således at patienten ender med grovere ansigtstræk.
- Fingrene kan vokse. Dette kan føre til besvær med at passe fingerringe.
- Fødderne bliver større. Det kan blive nødvendigt at skifte til større skostørrelse.
- Underkæben kan vokse, hvilket kan give fejlstilling af tænder samt dårligt bid. Det kan også give udstående tænder, "stakittænder".
- Hævede og fugtige hænder og fødder grundet væskeophobning i underhuden.
- Øget svedtendens, ofte om natten.
- Nogle får smerter i led og muskler.
- Nogle vil opleve træthed, føleforstyrrelser, nedsat muskelkraft, gigtlignende gener eller karpaltunnelsyndrom.
- Øget højdevækst, hvis sygdommen rammer inden puberteten.
- Svulsten kan i nogle tilfælde trykke på synsnerven. Den kan også påvirke hypofysens normale funktion, eller give hovedpine.

En række følgetilstande kan opstå samtidig med akromegali:
- Sukkersyge eller nedsat tolerans for glucose.
- Struma.
- Forhøjet blodtryk.
- Polypper på tyktarmen eller tarmkræft.
- Apnøperioder.

## Undersøgelser
Diagnosen stilles primært ud fra de kliniske symptomer som f.eks. den øgede vækst af fingre og tæer. Når først mistanken om akromegali er til stede, kan diagnosen stilles endeligt fra en række blodprøver, der blandt andet omfatter vækstfaktorer, primært GH og IGF-1. Der undersøges også for de hormoner, hypofysen normalt producerer, herunder thyreoideastimulerende hormon (TSH) og prolaktin. Blodprøven kan følges op med en MR-scanning for at påvise tumoren. Tilsvarende kan det være en fordel at undersøge synet. Der måles ofte EKG, blodtryk, blodsukker og lipider i blodet.

## Behandling
Akromegali behandles primært med operation for at fjerne svulsten, der er årsag til sygdommen. Det er som regel et mindre indgreb, der udføres via næsehulen i fuld narkose. Operation fører til fuld helbredelse i ca. 50% af tilfældene. 
Alternativt – eller som supplerende behandling – kan akromegali behandles med livslang medicinsk behandling. Det vil være midler, der hæmmer enten dannelsen eller effekten af væksthormon. Medicinsk behandling kan i nogle tilfælde disponere for galdesten.
I sjældne tilfælde kan det være nødvendigt med stråleterapi. Denne behandling er langsommere virkende end de andre, idet virkningen undertiden først ses efter års behandling. Stråleterapi medfører i reglen skader på hypofysen. Tilsvarende har undersøgelser vist en tre gange større risiko for at dø af hjerteproblemer. 

## Prognose
Ubehandlet kan akromegali, foruden de gener symptombilledet giver, nedsætte levetiden. Desuden kan der tilstøde hjertesygdomme og rygproblemer. 
Operation eller medicinsk behandling er effektiv i 90% af tilfældene. Velbehandlet er der ingen risiko for at akromegali giver nedsættelse af levetiden, ligesom væksten af fingre, tæer med videre standses. 
Patienter skal regne med at gå til regelmæssig blodprøvekontrol resten af livet, på grund af risiko for tilbagevenden af sygdommen.

## I kulturen
André the Giant var en fransk wrestler, der udnyttede sin akromegali til at skabe sig et image inden for show-sporten. Hans anderledes fysik gav ham også roller i enkelte spillefilm.